# L'assassinat del duc de Guisa (pel·lícula)
L'assassinat del duc de Guisa és una pel·lícula francesa realitzada el 1897 per Georges Hatot sota la direcció d'Alexandre Promio pels germans Lumière, en la sèrie de les Vistes històriques. Aquesta pel·lícula històrica posa en escena l'assassinat de Enric I de Guisa per ordre del rei Enric III durant els Estats Generals de 1588-1589 al Castell de Blois. Va ser exhibida a Lió el 31 d'octubre de 1897.
És una pel·lícula sense so, en blanc i negre, la seva bobina de 17 metres produeix una projecció d'un minut aproximadament.
Va ser filmat en l'escenografia decorada amb el mateix quadre usat en La Mort de Robespierre, una altra de les Vistes històriques. A més d'aquesta pintura representativa d'una arquitectura gòtica, la decoració comprèn un llit, el duc de Guisa va ser assassinat en el dormitori real del castell de Blois.
En 1974, la Antologia del cinema de L'Avant-scène classifica la pel·lícula entre les «vistes mediocrement "teatrals" que agafen prestats els seus pitjors efectes de la iconografia oficial». Efectivament, es considera generalment que la pel·lícula és una versió animada de L'assassinat del duc de Guisa, la representació pictòrica de l'esdeveniment que havia estat feta en 1834 per Paul Delaroche, encara que aquest acostament sigui posat de vegades en dubte.